# Zosterops hypolais
Zosterops hypolais là một loài chim trong họ Zosteropidae.